# Yiyuan
Yiyuan (chinesisch 沂源县, Pinyin Yíyuán Xiàn) ist ein Kreis in  der chinesischen Provinz Shandong. Er gehört zum Verwaltungsgebiet der bezirksfreien Stadt Zibo. Yiyuan hat eine Fläche von 1.636 km² und zählt 549.491 Einwohner (Stand: Zensus 2010). Sein Hauptort ist die Großgemeinde Nanma (南麻镇).
Die Stätte des Homo erectus von Yiyuan (Yiyuan yuanren yizhi 沂源猿人遗址) steht seit 2006 auf der Liste der Denkmäler der Volksrepublik China (6-104).